# Cubachipteria bispina
Cubachipteria bispina är en kvalsterart som först beskrevs av Calugar 1990.  Cubachipteria bispina ingår i släktet Cubachipteria och familjen Achipteriidae. Inga underarter finns listade i Catalogue of Life.